# São Simão de Gouveia
São Simão de Gouveia, ou simplesmente São Simão, oficialmente Gouveia (São Simão), é uma freguesia portuguesa do município de Amarante, com 12,49 km² de área e 577 habitantes (censo de 2021). A sua densidade populacional é 46,2 hab./km².
Localizada no extremo sul do Município, a cerca de 10 km de Amarante, a freguesia é limitada a sul pelos Municípios de Marco de Canaveses e Baião, a oeste por Carvalho de Rei, a norte pela Lomba e Jazente, e a este por Salvador do Monte.
Foi vila e sede de concelho até ao início do século XIX. Este era constituído pelas freguesias de Aliviada, Cepelos, Folhada, Gouveia, Lomba, Monte (São Salvador) e Várzea. Tinha, em 1801, 3015 habitantes.

## Demografia
A população registada nos censos foi:
| Distribuição da População por Grupos Etários | Distribuição da População por Grupos Etários | Distribuição da População por Grupos Etários | Distribuição da População por Grupos Etários | Distribuição da População por Grupos Etários |
| -------------------------------------------- | -------------------------------------------- | -------------------------------------------- | -------------------------------------------- | -------------------------------------------- |
| Ano                                          | 0-14 Anos                                    | 15-24 Anos                                   | 25-64 Anos                                   | > 65 Anos                                    |
| 2001                                         | 143                                          | 133                                          | 324                                          | 140                                          |
| 2011                                         | 87                                           | 85                                           | 338                                          | 123                                          |
| 2021                                         | 67                                           | 54                                           | 294                                          | 162                                          |

Apesar das melhorias de condições de vida no concelho em que se insere, nas últimas décadas, assistiu-se a uma forte vaga de emigração. Os principais destinos são países europeus, como a Alemanha, França e a Suíça. Esta situação, aliada ao êxodo rural, resultou numa clara e significativa diminuição de população residente na freguesia.

## História
Devido ao facto de estar inserida na serra da Aboboreira, São Simão foi umas primeiras zonas habitadas do que é atualmente conhecido como Município de Amarante. Provas disso são os bifaces encontrados no lugar de Infesta, datados do Neolítico. No entanto, outras descobertas provam a presença do Homem nesta zona ainda no Paleolítico Superior.

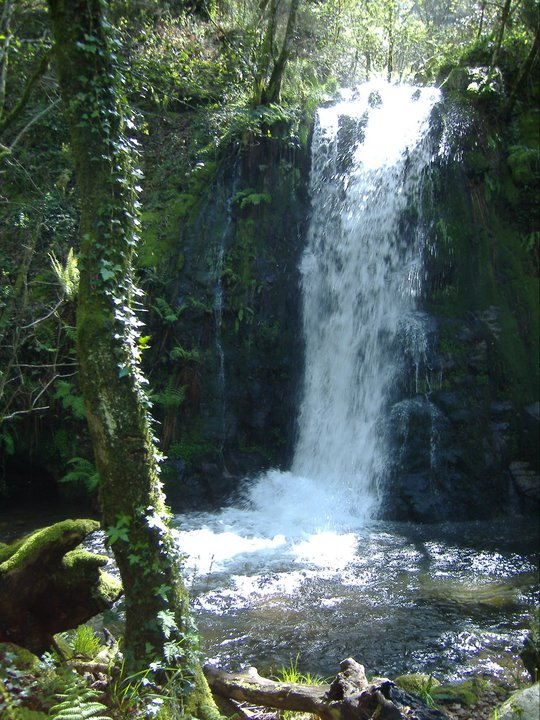
Queda de água São Simão Ribeira Locaia

As primeiras referência a São Simão de Gouveia são da primeira metade do século XII. Graças a vários privilégios recebidos principalmente por D. Teresa, a freguesia cresceu e desenvolveu-se consideravelmente, tendo recebido, a 22 de Novembro de 1513, Foral de D. Manuel I. Assim, passou a ser sede do concelho de Gouveia de Riba-Tâmega, que agrupava ainda as terras de Bocaia, Bomba, Font'Arcada, Louredo, Lourosa, Mirelhe, Mós, Penha, São Salvador e Viveiros.
Quando o concelho foi extinto, a freguesia seria incluída no extinto concelho de Soalhães, passando depois para o de Marco de Canaveses, e finalmente em 1853 para o (atual município) de Amarante. Entre 26 de Março e 30 de Novembro de 1896, São Simão esteve anexado à freguesia de Carvalho de Rei.

## Economia
São Simão é ainda uma freguesia muito ligada à agricultura e ao pasto de gado. Parte considerável da população ainda depende destas actividades. Dentro dos vários tipos de produção, destaca-se o milho, o feijão, frutas e, à semelhança do resto do concelho, o vinho.

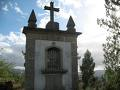
São Simão Alminhas

O artesanato, apesar de viver um período de decadência, ainda é visível nesta freguesia, através de actividades como a fiação, a tecelagem, a cestaria e a tanoaria.

## Lugares
São Simão de Gouveia possui um total de 19 lugares:

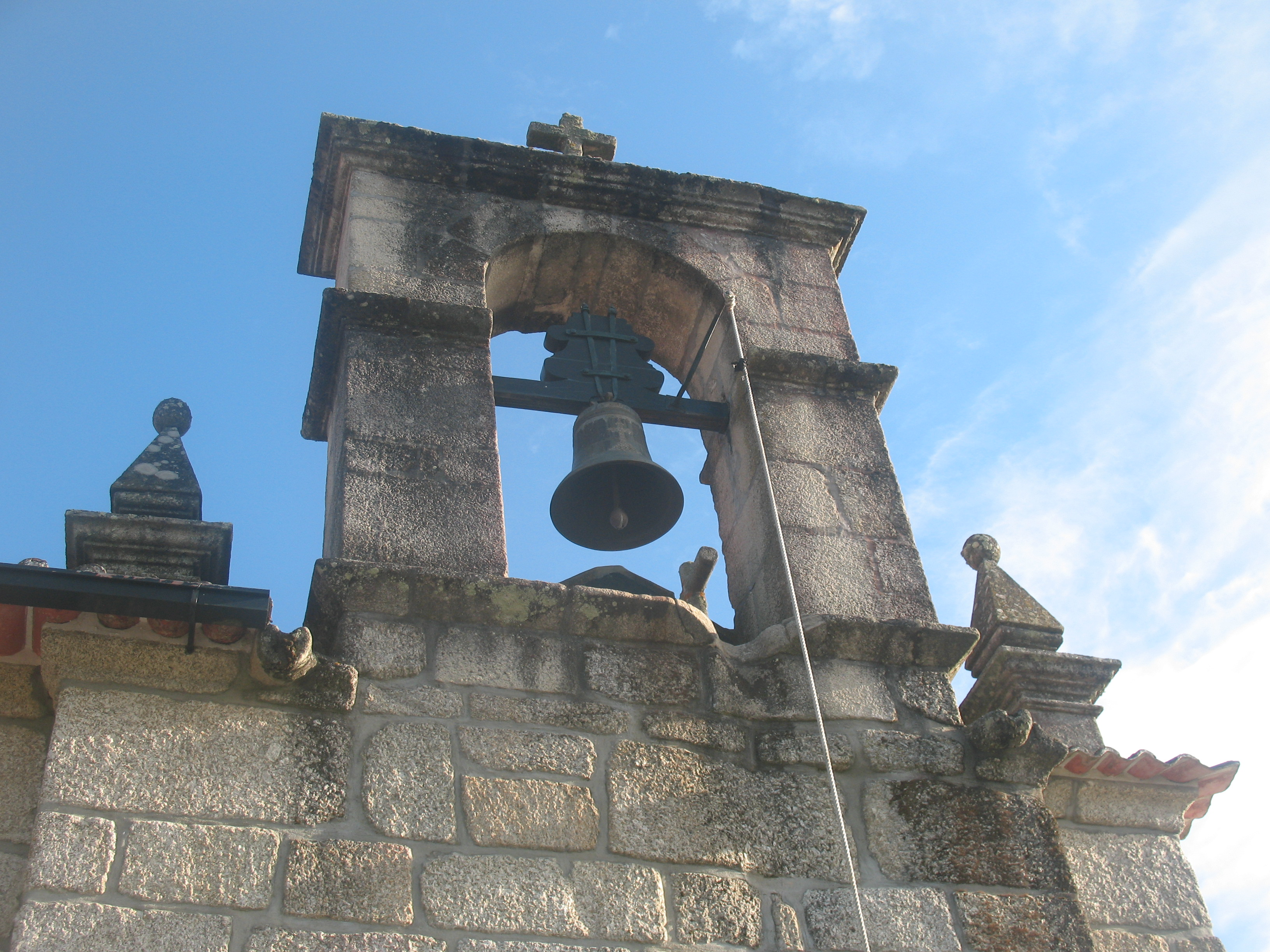
Igreja de São Simão Torre Sineira

- Aldeia Nova
- Aldeia Velha
- Arrabalde
- Assento de São Simão
- Barral
- Chão
- Cimo-de-Vila
- Cubeiro
- Eiró
- Friande
- Grilhão
- Mera
- Igreja
- Infesta
- Lourosa
- Nogueira
- Paredes
- Pousada
- Ribeiro

## Património
Dos monumentos de São Simão de Gouveia, destacam-se:
- A Igreja Matriz de São Simão de Gouveia, do século XVIII
- Três ermidas (Ermida de Senhora do Campo, Ermida de São Domingos e Ermida de São Martinho) e vários nichos, alminhas e cruzeiros.
- A Igreja Paroquial de São Simão de Gouveia no templo paroquial, onde se destaca o arco da Capela da missa da Semana, que data de 1648, e o altar das almas, de 1707. Possui ainda uma frontaria muito simples em pedra. De realçar pela sua importância histórica o lugar da Aldeia Velha.

A nível de património natural, graças à sua localização privilegiada na serra da Aboboreira, encontra-se nesta freguesia a Mamoa de São Simão e o Conjunto megalítico da Abogalheira.

## Desporto
Em parte devido à sua cada vez maior perda de importância concelhia, São Simão não possui muitas infra-estruturas desportivas, estando estas localizadas em freguesias mais próximas do centro do Concelho. No entanto, existe uma colectividade, a Associação Cultural e Recreativa de São Simão.

## Cultura

### Gastronomia
Os principais pratos típicos de São Simão são o fumeiro, o cabrito ou borrego assado e o pão de milho. No entanto, tal como no resto do concelho e da região em que está inserido, também se pode encontrar outros pratos feitos à base de carne, como o cozido à portuguesa.

### Festas e Romarias
- São Martinho - segundo domingo de novembro
- São Simão – 28 de outubro
- Senhora do Campo – último domingo de julho
- São Domingos – 12 de maio, no lugar da Aldeia Velha